# Konference ve Strese

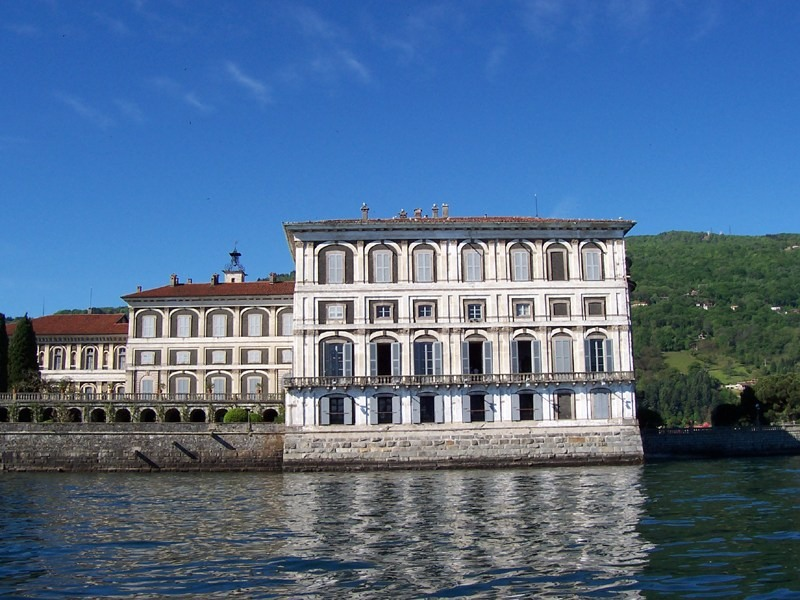
Boromejský palác na ostrově Isola Bella

Konference ve Strese byla francouzsko-anglicko-italská konference konaná 11. až 14. dubna 1935 na ostrově Isola Bella ve Strese na jezeře Lago Maggiore v severní Itálii. Cílem bylo vytvořit alianci proti rostoucí hrozbě Německa v reakci na Hitlerovo nedodržování Versailleské smlouvy, konkrétně obnovení vojenské služby v Německu. Ale „Streská fronta“ nepřežila uzavření námořní smlouvy mezi Spojeným královstvím a Německem z června 1935 a zejména invazi Italů do Etiopie v říjnu 1935.

## Dějiny
Francouzský ministr zahraničí Pierre Laval prosazoval myšlenku kolektivní bezpečnosti, aby čelil vznikající německé hrozbě. V lednu 1935 proto odjel do Říma, aby se setkal s Benitem Mussolinim a uzavřel spojenectví výměnou za urovnání vzájemného sporu o Tunisko.
16. března 1935 Hitler oznámil obnovení branné povinnosti v Německu a svůj záměr zvýšit početní stav Wehrmachtu ze 100 000 na 500 000 mužů, čímž porušil Versailleskou smlouvu.
Francie, Itálie a Velká Británie proto zorganizovaly konferenci, která se konala v Boromejském paláci na ostrově Isola Bella, jenž patří k obci Stresa. Předsedal italský premiér Benito Mussolini, jenž byl zároveň ministrem zahraničních věcí, a kterého doprovázeli státním tajemník Fulvio Suvich a velvyslanec a ředitel jeho kanceláře Pompeo Aloisi. Britskou delegaci tvořili premiér Ramsay MacDonald, ministr zahraničí John Simon a tajemník ministerstva zahraničí Robert Vansittart. Francouzskou delegaci tvořili premiér Pierre-Étienne Flandin, ministr zahraničních věcí Pierre Laval, generální tajemník ministerstva zahraničí Alexis Léger a generální tajemník předsedy vlády Léon Noël.
Na této konferenci byla podepsána dohoda (Závěrečná deklarace konference ve Strese), která znovu potvrdila Locarnské dohody (1925) a měla zajistit nezávislost Rakouska. Smlouva měla zabránit jakýmkoli budoucím německým pokusům o změnu Versailleské smlouvy a izolovat Hitlerovo Německo.
Závěrečná deklarace konference je poznamenána nejednoznačností. Mussolini chtěl za svou účast na obraně Versailleské smlouvy získat možnost ovládnout Habeš. Francouzi ani Britové však nevyjádřili žádný jasný postoj a k ničemu se nezavázali.
Británie i po podepsání smlouvy pokračovala v separátních jednáních s Německem. Ta vedla k podepsání německo-britské námořní smlouvy 18. června 1935, jež v rozporu s Versailleskou smlouvou umožnila Německu zvýšit tonáž své vojenské flotily na 35 % tonáže britské flotily a dosáhnout parity v síle ponorkového námořnictva. Tím byla myšlenka Streské fronty zásadně podryta. Zahájení invaze Mussoliniho Itálie do Etiopie 3. října 1935 bylo odsouzeno západními demokraciemi i Společností národů, z níž Itálie vystoupila a sblížila se s Německem. To znamenalo definitivní konec spojenectví tří signatářských zemí proti Německu.